# Hopkins (Minnesota)
Hopkins város az USA Minnesota államában, Hennepin megyében. Lakosainak száma 19 079 fő (2020. április 1.).

## Népesség
A település népességének változása:

| 2010 | 17 591 |
| 2020 | 19 079 |